# 7. Regionalarmee
Die 7. Regionalarmee (jap. 第7方面軍, Dai-nana hōmengun) war von 1944 bis 1945 eine der Regionalarmeen des Kaiserlich Japanischen Heeres. Ihr Tsūshōgō-Code (militärischer Tarnname) war Hügel (岡, Oka).

## Geschichte
Am 22. März 1944 wurde die 7. Regionalarmee unter dem Kommando von General Doihara Kenji in Singapur als Bestandteil der Südarmee aufgestellt. Sie bestand aus der 16., 25. und 29. Armee mit zwei Infanteriedivisionen (darunter die 2. Garde-Division), zehn Selbstständig Gemischten Brigaden und weiteren kleineren Einheiten wie z. B. für Flugabwehr, Logistik, Sanitätswesen etc., ca. 200.000 Mann. Die 16. Armee war in Batavia, die 25. Armee auf Sumatra und die 29. Armee auf Malaysia stationiert.
Wegen der alliierten Strategie des Island Hopping wurde die 7. Regionalarmee bis Kriegsende August 1945 nicht in Kämpfe verwickelt. In einer offiziellen Kapitulationszeremonie am 22. Februar 1946 in Kuala Lumpur überreichte ihr Oberbefehlshaber General Itagaki sein Schwert an Generalleutnant F.W. Messervy, Oberbefehlshaber des britischen Malaya Command.
Die 7. Regionalarmee wurde offiziell am 15. August 1945 vom Daihon’ei aufgelöst.

## Oberbefehlshaber

### Kommandeure
|    | Name                     | Von           | Bis             |
| -- | ------------------------ | ------------- | --------------- |
| 1. | General Doihara Kenji    | 22. März 1944 | 7. April 1945   |
| 2. | General Itagaki Seishirō | 7. April 1945 | 15. August 1945 |

### Stabschefs
|    | Name                           | Von           | Bis             |
| -- | ------------------------------ | ------------- | --------------- |
| 1. | Generalmajor Shimizu Tsunenori | 22. März 1944 | 27. Juni 1944   |
| 2. | Generalmajor Ayabe Kitsuju     | 27. Juni 1944 | 15. August 1945 |

## Untergeordnete Einheiten
Bei der Aufstellung der 7. Regionalarmee bestand diese aus folgenden Einheiten:
- 16. Armee (ca. 10.000 Mann)
  - 27. Selbstständige Gemischte Brigade
  - 28. Selbstständige Gemischte Brigade
- 25. Armee (ca. 60.000 Mann)
  - 2. Garde-Division
  - 4. Division
  - 25. Selbstständige Gemischte Brigade
  - 26. Selbstständige Gemischte Brigade
- 29. Armee (ca. 45.000 Mann)
  - 12. Selbstständige Gemischte Brigade
  - 18. Selbstständige Gemischte Brigade
  - 24. Selbstständige Gemischte Brigade
  - 29. Selbstständige Gemischte Brigade
  - 35. Selbstständige Gemischte Brigade
  - 36. Selbstständige Gemischte Brigade
  - 37. Selbstständige Gemischte Brigade
- Borneo Garnisonsarmee
  - 2. Selbstständiges Garnisons-Bataillon
- Singapur Verteidigung
  - 47. Selbstständiges Garnisons-Bataillon
  - 48. Feld-Flak-Bataillon
  - 3. Kempeitai, Südarmee

Direkt der 7. Regionalarmee unterstellt
- - Logistiktruppen
  - Pioniertruppen
  - Wachtruppen
  - Militärpolizei
  - Feldhospitäler
  - Feldposteinheiten
  - Transporteinheiten